# Scopula pulveraria
Scopula pulveraria är en fjärilsart som beskrevs av John Henry Leech 1897. Scopula pulveraria ingår i släktet Scopula och familjen mätare. Inga underarter finns listade.